# Chiesa di San Girolamo (Venezia, Mestre)
La chiesa di San Girolamo è un luogo di culto cattolico di Mestre, nel comune di Venezia.
È considerata tradizionalmente il più antico luogo di culto della località. Attualmente rappresenta una rettoriale dipendente dalla parrocchia del Duomo ed è gestita dalle Figlie della Chiesa.
La chiesa di San Girolamo costituisce l'unico tempio medievale rimasto nella terraferma veneziana e, malgrado abbia subito vari rimaneggiamenti nel corso dei secoli, conserva ancora l'impianto romanico-gotico delle origini.

## Storia
La tradizione afferma che San Girolamo fu edificata nel 1261 sul luogo in cui sorgeva la cella di un eremita. Fu consacrata forse il 12 febbraio 1349 e officiata dai Servi di Maria (Serviti). Una delle più antiche raffigurazioni della chiesa potrebbe essere una miniatura nella mariegola della Scuola di San Marco (XVI secolo): in essa compare il patrono con un tempio a tre navate nella mano destra, simbolo della Chiesa universale.
Fu riconsacrata nel 1520 dopo le distruzioni del 1513 ad opera degli Spagnoli e Tedeschi aderenti alla Lega di Cambrai. Di quel tempo dovrebbe essere la costruzione della torre campanaria.
Nel 1658, con la soppressione del convento dei Serviti, Carlo Carafa, nunzio apostolico presso la Serenissima, affidò la chiesa a quattro Scuole che già vi avevano trovato sede (La Scuola di San Marco e quella del Rosario) o che nell'occasione vi si trasferirono (la Scuola di San Niccolò – della fraglia dei calzolai e venditori di pelle – e quella di San Biagio – della fraglia dei barcaroli –), le quali l'amministrarono per mezzo di un cappellano da loro eletto.
Nel 1807 gli editti napoleonici soppressero le Scuole e resero San Girolamo semplice sussidiaria del Duomo.
Alla metà del Settecento la chiesa subì un radicale restauro con il rifacimento della facciata. Altri lavori si sono avuti nei secoli successivi; il più consistente è quello del 1992, durante il quale, fra l'altro, sono state ripristinate due antiche finestre gotiche della parete destra. L'11 gennaio 2016, a seguito del maltempo, è crollata parte della trabeazione del timpano sulla facciata. Nello stesso anno, seguito di una tempestiva raccolta di fondi, è stato completato il restauro della facciata.

## Descrizione

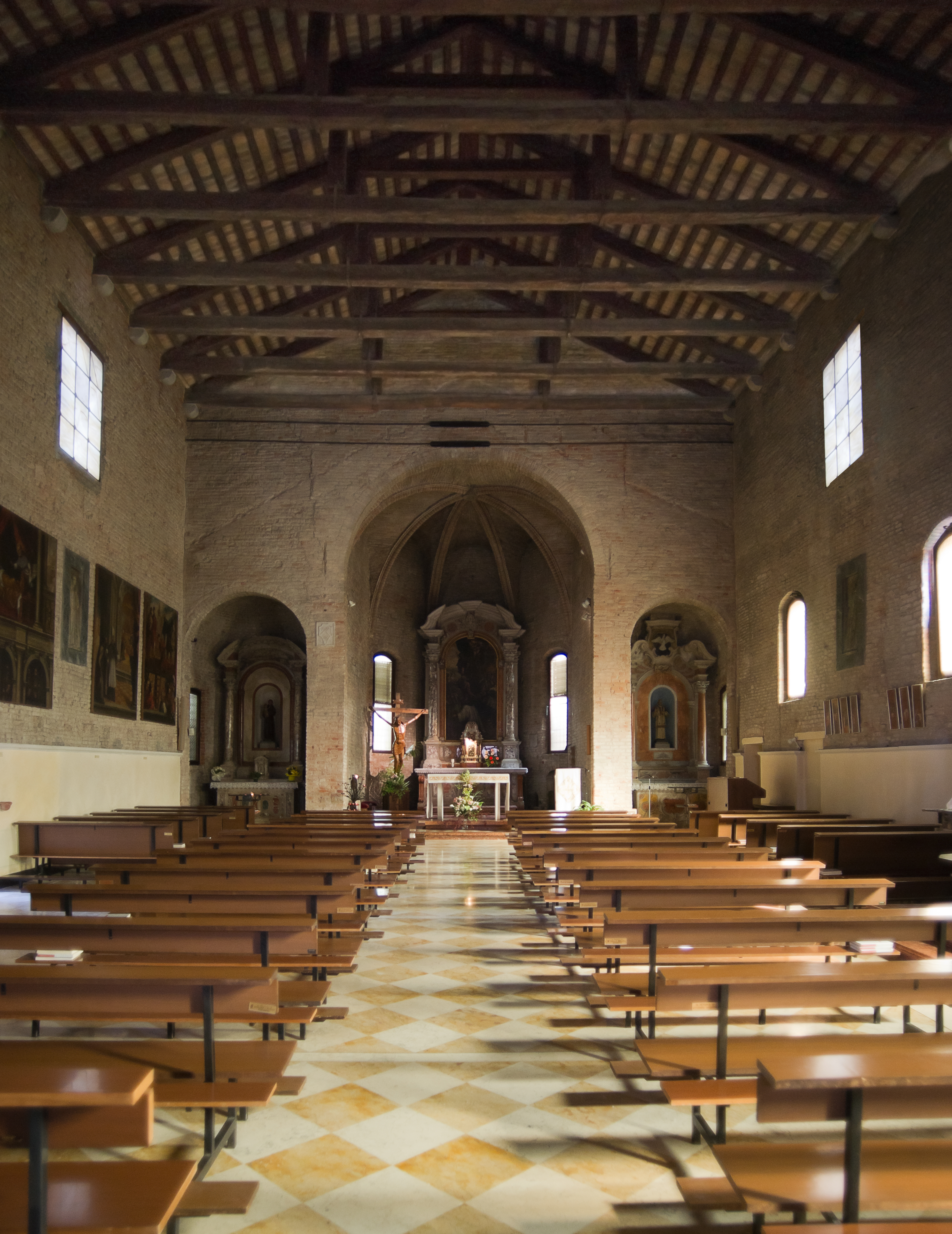
Interno

La facciata settecentesca in bianco intonaco è tripartita da quattro lesene ioniche sorgenti da alti basamenti in pietra e sormontata da un timpano decorato da acroteri a vaso o volute anch'essi in pietra. Il portale è sormontato da due volute a guisa di timpano e sotto le due nicchie vuote ai lati l'ultimo restauro ha restituito i delicati decori a stucco delle mensole.
L'interno ha subito gli interventi della prima metà del Novecento, che gli hanno parzialmente restituito il suo antico aspetto medievale, in uno stile che riflette la fase di passaggio dal romanico al gotico. Caratteristiche le antiche capriate lignee, rimesse in vista nel 1949. Tipica la volta a costoloni gotici del presbiterio. Sulla sinistra, spicca il ciclo di quattro tele raffiguranti scene della vita di San Nicolò di Myra (1607) sole opere certe di Annibale Mancini, un pittore di scuola veneziana. I dipinti rappresentano con un gusto popolaresco e l'accompagnamento di scritte l'elezione di Nicolò a vescovo di Myra e gli episodi di tre miracoli: Nicolò blocca l'esecuzione capitale di tre giovani, Nicolò che salva una nave di pellegrini dal naufragio ed infine Nicolò che appare all'imperatore per ottenere la liberazione di tr e prigionieri accusati ungiustamente. Del presbiterio, va ricordato il miracoloso Crocifisso in cedro (XV secolo) il quale, secondo una tradizione, obbligò i barcaioli che lo trasportavano a portarlo a San Girolamo e che ancora oggi costituisce oggetto di particolare venerazione. L'altare maggiore secentesco presenta la pala dell'ambito di Palma il Giovane che  raffigure Madonna con il Bambino e Santi, tra questi si riconoscono San Giovannino battista, San Girolamo che si percuote il petto ed in ginocchio sulla destra San Filippo Benizi, priore generale dei Servi di Maria che la tradizione vuole abbia rifiutato l'elezione a papa.
Nel cortile adiacente alla chiesa si conservano due lastre tombali, risalenti, rispettivamente, al 1382 e al 1483, che ritraggono le figure giacenti di due religiosi dell'ordine dei Serviti, un tempo sepolti all'interno del tempio.

## Campane
Il campanile possiede un concerto di 3 campane in Si3, elettrificate alla trevigiana:
1^: nota Si3
2^: nota Re4
3^: nota Re4
La particolarità di queste campane è che le 2 campane minori emettono quasi la stessa nota (Re4).
Le campane eseguono la distesa del campanone, il plenum e, molto raramente, anche la distesa della terza.
Una delle campane porta la data del 1520, anno della riconsacrazione della chiesa.